# Taulé
Taulé je francouzská obec v departementu Finistère v regionu Bretaň. V roce 2011 zde žilo 2 948 obyvatel. Je centrem kantonu Taulé.

## Sousední obce
Carantec, Guiclan, Henvic, Locquénolé, Plouénan, Saint-Martin-des-Champs, Saint-Thégonnec, Sainte-Sève

## Vývoj počtu obyvatel
Počet obyvatel 